# Чил, Эдвин
Эдвин Чил (англ. Edwin Cheel; 1872—1951) — австралийский ботаник и Австралии английского происхождения.

## Биография
Эдвин Чил родился 14 января 1872 года в городе Чартам графства Кент в семье Реюбена Чила и Элизабет Мануал. Учился в Кенте и в Ньюкасл-апон-Тайне, в мае 1892 года эмигрировал в город Макей в Квинсленде. Некоторое время работал на плантации сахарного тростника, затем переехал в Сидней. 14 апреля 1897 года Эдвин Чил женился на Аде Спенсер. При поддержке Джозефа Генри Мэйдена Эдвин стал изучать ботанику, заинтересовался тайнобрачными растениями. В 1901 году он был назначен главой секции лишайников Национального гербария в Сиднее. Затем он стал работать в Ботаническом саду Сиднея. В 1908 году Чил стал ассистентом хранителя Национального гербария, а в 1913, после смерти Эрнста Бетхе (1851—1913), был назначен хранителем Гербария. С 1924 года Чил был куратором Ботанического сада Сиднея. В 1936 году он ушёл на пенсию. Эдвин Чил скончался 19 сентября 1951 года в городе Эшфилд, пригороде Сиднея.
Образцы растений и грибов, собранные Эдвином Чилом, хранятся в Национальном гербарии в Сиднее.

## Растения и грибы, названные в честь Э. Чила
- Acacia cheelii Blakely, 1917
- Alysicarpus cheelii C.A.Gardner, 1923 [syn.  Dendrolobium cheelii (C.A.Gardner) Pedley, 1999]
- Echinopogon cheelii C.E.Hubb., 1935
- Hygrocybe cheelii A.M.Young, 1999, nom. nov.
- Kochia cheelii R.H.Anderson, 1934 [syn.  Maireana cheelii (R.H.Anderson) Paul G.Wilson, 1975]
- Melaleuca cheelii C.T.White, 1932
- Parmelia cheelii Gyeln., 1938 [syn.  Xanthoparmelia cheelii (Gyeln.) Hale, 1974]
- Poa cheelii Vickery, 1970
- Pleurotus cheelii Massee, 1907 [syn.  Chaetocalathus cheelii (Massee) J.A.Simpson & Grgur., 1989]
- Russula cheelii Cleland, 1934
- Westringia cheelii Maiden & Betche, 1911